# 瀬川章友
瀬川 章友（せがわ のりとも、1879年（明治12年）3月6日 - 1938年（昭和13年）2月22日）は、日本の陸軍軍人。最終階級は陸軍中将。

## 経歴
1879年（明治12年）、旧新庄藩士の息子として山形県新庄市に生まれる。山形県立山形中学校（現・山形県立山形東高等学校）を首席卒業。1900年（明治33年）11月、陸軍士官学校（12期）を卒業。翌年6月、歩兵少尉に任官。1912年（大正元年）11月、陸軍大学校（24期、恩賜組）を卒業。
スイス駐在武官等を経て、1922年4月、歩兵大佐に昇進。以後、歩兵第3旅団長、侍従武官、陸士校長などを歴任し、1931年12月、陸軍中将に進む。第6師団留守司令官を務め、1933年12月、予備役に編入された。

## 年譜
- 1922年（大正11年）11月24日 教育総監部第2課長
- 1924年（大正13年）12月15日 歩兵第61連隊長
- 1927年（昭和2年）3月5日 陸軍少将、歩兵第3旅団長
  - 7月26日 侍従武官
- 1931年（昭和6年）8月1日 陸軍士官学校長
  - 12月12日 陸軍中将
- 1932年（昭和7年）5月23日 教育総監部付
  - 12月24日 第6師団留守司令官
- 1933年（昭和8年）12月20日 予備役
- 1934年（昭和9年） 勲一等瑞宝章
- 1938年（昭和13年）2月22日 死去

## 栄典
- 1901年（明治34年）10月10日 - 正八位[1]
- 1910年（明治43年）9月30日 - 従六位[2]